# Berg (Jämtland)

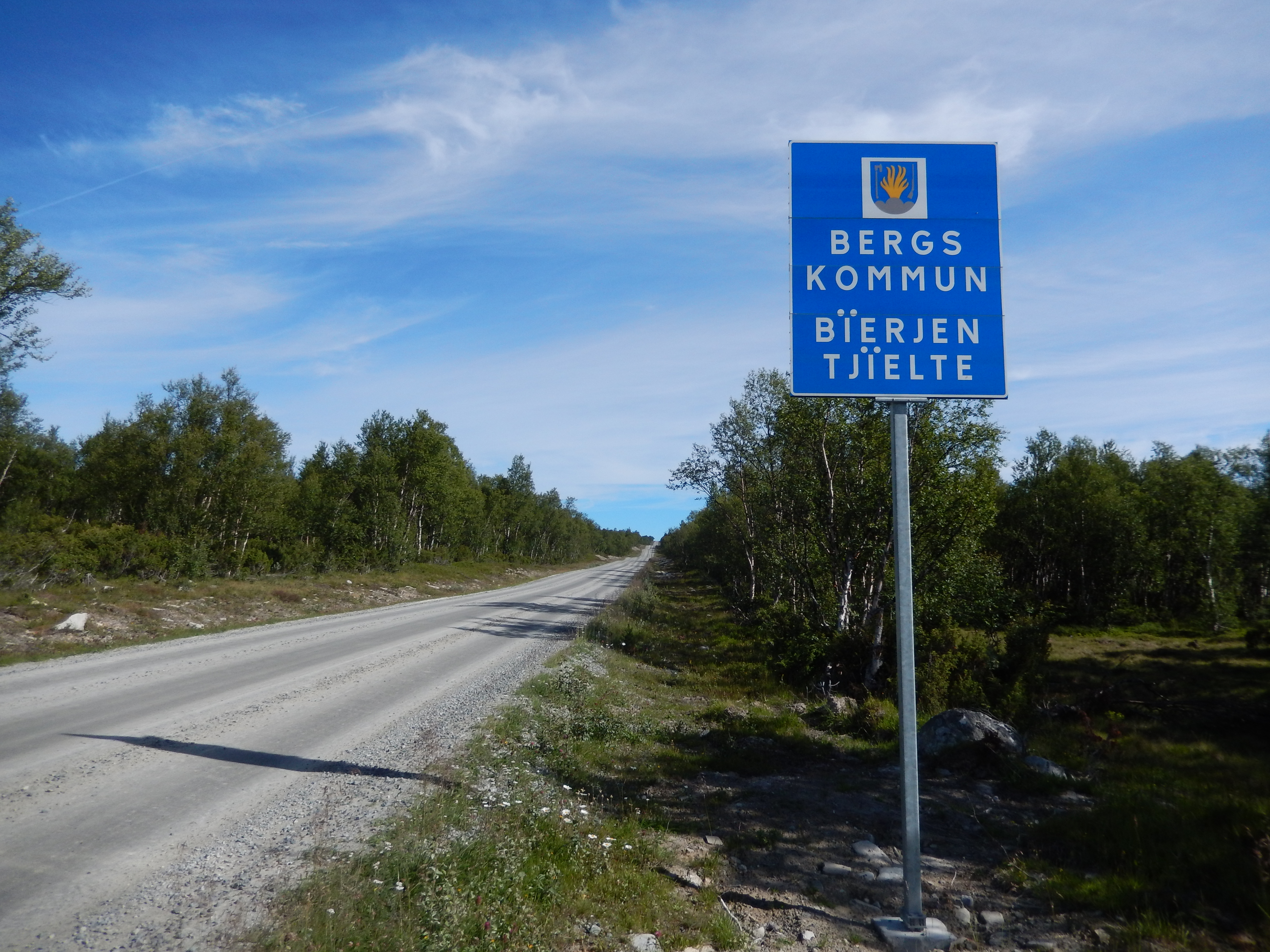

Berg (Zuid-Samisch: Bïerjen tjïelte) is een Zweedse gemeente in Jämtland. De gemeente behoort tot de provincie Jämtlands län. Met een bevolkingsdichtheid van 1,24 inwoners per vierkante km is ze een van de grootste en dunst bevolkte gemeentes van Zweden.
De gemeente kreeg haar huidige vorm in 1971, toen de voormalige gemeente Berg werd samengevoegd met vier andere entiteiten. De zetel van de gemeente ligt in de plaats Svenstavik, ongeveer 65 km ten zuiden van Östersund aan de zuidpunt van het meer Storsjön.
De gemeente dankt haar naam aan het gehucht Berg en de heuvel Hoverberget die zich nabij Svenstavik bevindt, en die een Natura 2000-natuurgebied met beroemde grot herbergt. De heuvel is 548 m hoog en steekt ongeveer 200 m boven het landschap en het meer uit. De gemeente strekt zich van hieruit nog meer dan 135 kilometer naar het westen uit, tot aan de grens met Noorwegen.
De gemeente ligt grotendeels in het Scandinavische hoogland. Het hoogste punt bevindt zich op de top van de Helagsfjället met een hoogte van 1 796 meter. Ook Zweden hoogste openbare weg, Flatruetvägen, ligt in het westelijke deel van de gemeente.

## Plaatsen
- Svenstavik
- Hackås
- Klövsjö
- Åsarna
- Myrviken
- Rätan
- Rätansbyn
- Berg (Berg)
- Oviken
- Storsjö
- Vigge
- Ljungdalen
- Skålan
- Stor-Hallen
- Kövra
- Myre (Berg)
- Böle (Berg)

Åre · Berg · Bräcke · Härjedalen · Krokum · Östersund · Ragunda · Strömsund